# TOI-1855
TOI-1855 — одиночная звезда в созвездии Волопаса на расстоянии приблизительно 570 световых лет (около 175 парсек) от Солнца. Визуальная звёздная величина звезды — +11,2m. Возраст звезды определён как около 8,2 млрд лет.
Вокруг звезды обращается, как минимум, одна планета.

## Характеристики
TOI-1855 — жёлтый карлик спектрального класса G8V. Масса — около 0,987 солнечной, радиус — около 1,041 солнечного, светимость — около 0,804 солнечной. Эффективная температура — около 5324 K.

## Планетная система
В 2024 году группой астрономов, работающих в рамках программы TESS, было объявлено об открытии планеты TOI-1855 b.